# Meta menardi
Espèce
Synonymes
- Aranea menardii Latreille, 1804
- Aranea novemmaculata Martini & Goeze, 1778

Meta menardi est une espèce d'araignées aranéomorphes de la famille des Tetragnathidae.

## Distribution
Cette espèce se rencontre en Europe, en Turquie et en Iran.

## Description
Les mâles mesurent de 11 à 12 mm et les femelles de 15 à 17 mm.

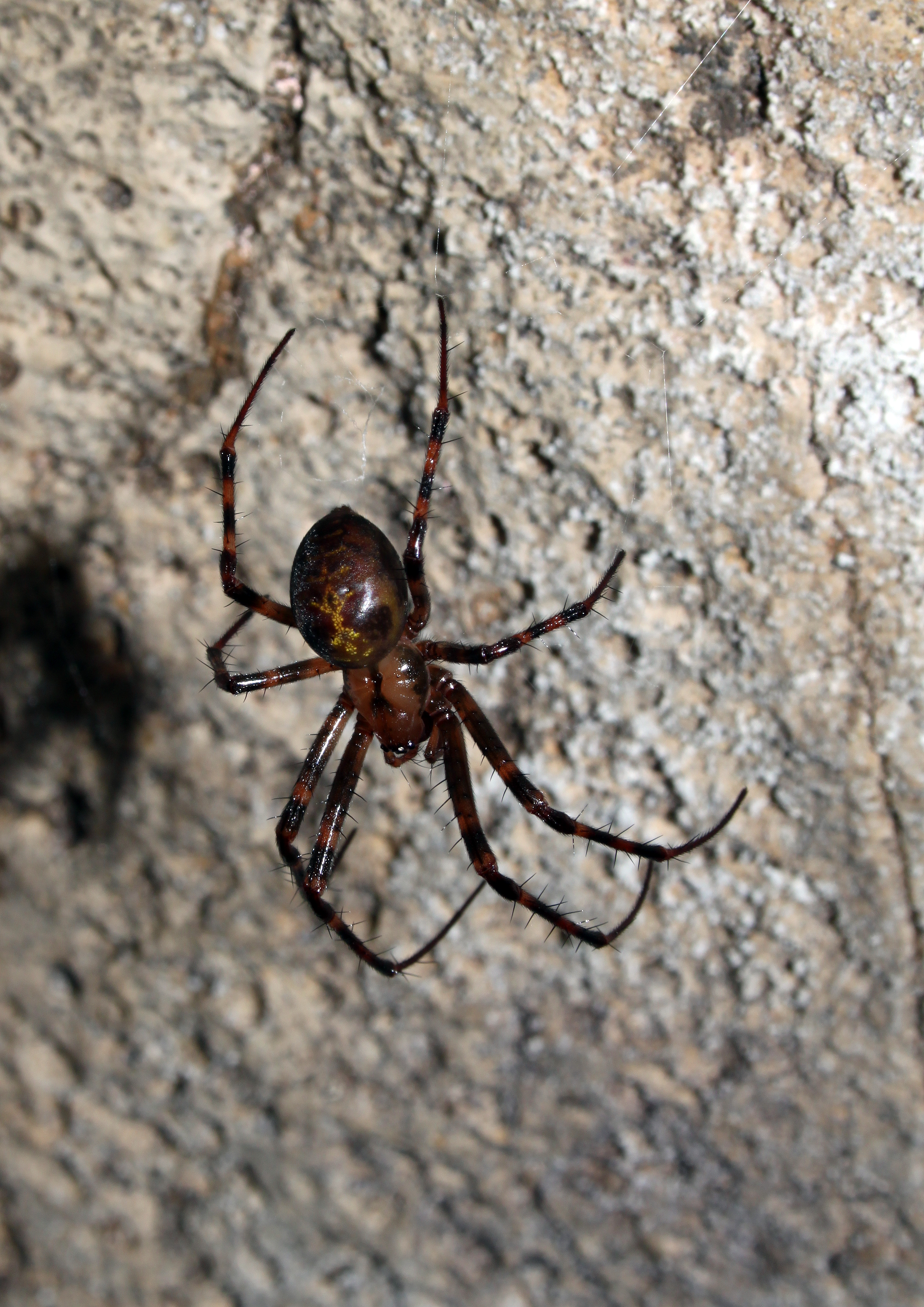
Meta menardi de Falkensteiner Höhle

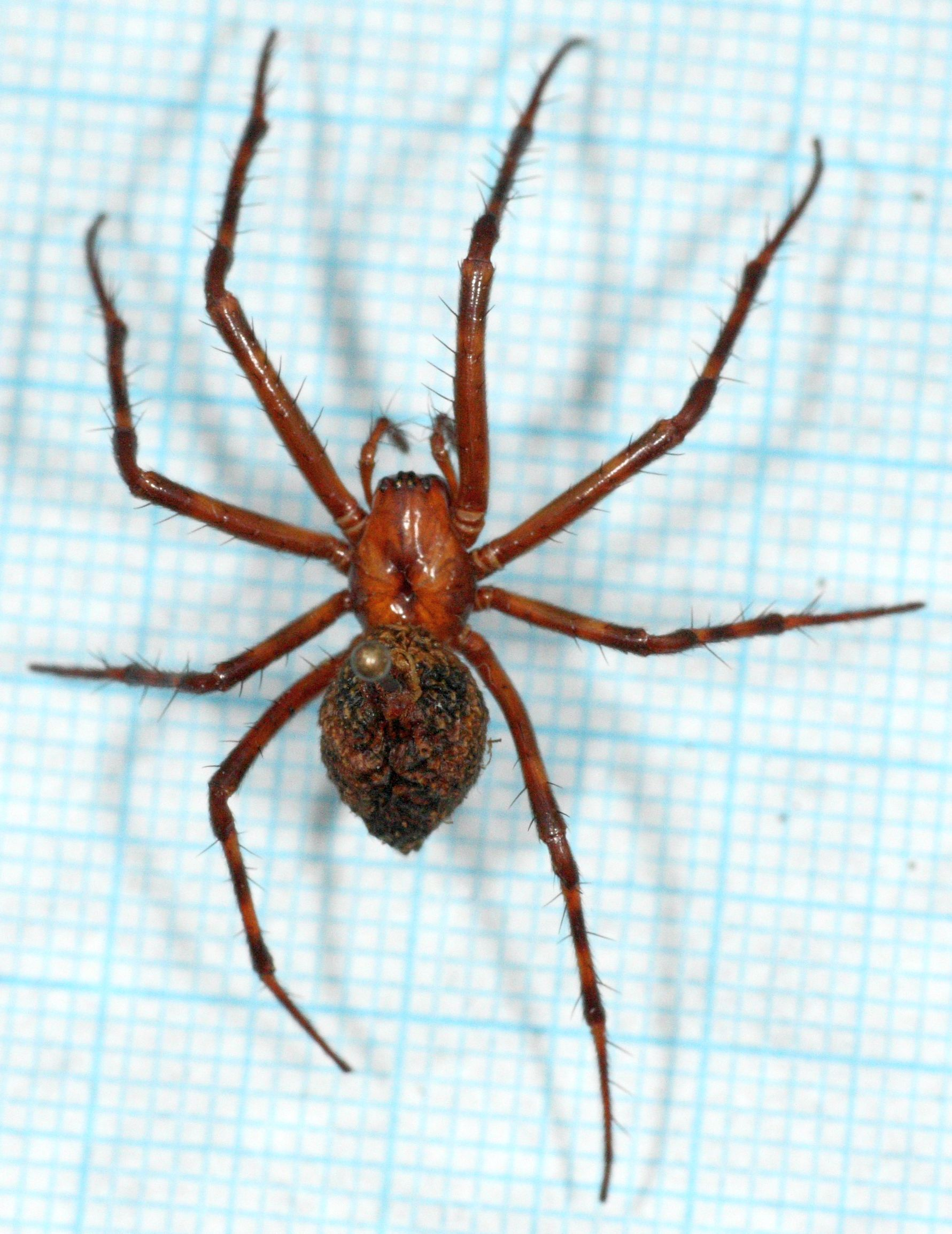
Meta menardi ♀

C'est une araignée troglophile de couleur brun-rouge. La face dorsale de son abdomen présente un folium marqué et deux taches noires sur sa partie antérieure, et ses pattes sont annelées. Elle ressemble fortement à Meta bourneti, dont le folium est moins marqué et les pattes ne sont pas annelées.

## Publication originale
- Latreille, 1804 : Histoire naturelle générale et particulière des Crustacés et des Insectes. Paris, vol. 7, p. 144-305 (texte intégral).